# Copa de Clubes de Asia 1996-97
La Copa de Clubes de Asia de 1997 fue la 16.ª edición del torneo de fútbol más importante a nivel de clubes de Asia organizado por la AFC.
El Pohang Steelers de Corea del Sur venció en la final al entonces campeón defensor Cheonan Ilhwa Chunma también de Corea del Sur para ser campeón del torneo por primera occasión.

## Primera Ronda

### Asia Occidental
| Equipo 1            | Agr. | Equipo 2              | Ida | Vuelta |
| ------------------- | ---- | --------------------- | --- | ------ |
| FK Neftchi Farg'ona | 8-2  | Pomir Dushanbe        | 4-1 | 4-1    |
| AiK Bishkek         | 3-6  | Yelimay Semipalatinsk | 2-4 | 1-2    |
| Köpetdag Aşgabat    | 0-1  | Persépolis            | 0-0 | 0-1    |
| Al-Kazma            | 10-1 | Dhofar                | 9-0 | 1-1    |
| West Riffa          | w/o3 | Al-Nejmeh             | 2-1 | 0-3    |
| Al-Nassr            | w/o4 | Al-Sharjah            |     |        |
| Al-Rayyan           | bye  |                       |     |        |
| Al-Zawraa           | bye  |                       |     |        |

1el West Riffa abandonó el torneo. 

2el Al-Sharjah abandonó el torneo.

### Asia Oriental
| Equipo 1                      | Agr.         | Equipo 2           | Ida | Vuelta     |
| ----------------------------- | ------------ | ------------------ | --- | ---------- |
| Shanghai Shenhua              | 9–2          | Instant-Dict FC    | 7–1 | 2–1        |
| Công an Thành phố Hồ Chí Minh | 1–2          | Johor Darul Takzim | 0–1 | 1–1 (pró.) |
| JCT FC                        | 2–2 (4:2 p.) | New Road Team      | 1–1 | 1–1        |
| PSM Makassar                  | 1–4          | Pohang Steelers    | 1–0 | 0–4        |
| New Radiant                   | 1–0          | Pettah United SC   | 1–0 | n/p1       |
| Yokohama Marinos              | w/o2         | GD Artilheiros     |     |            |
| Cheonan Ilhwa Chunma          | bye          |                    |     |            |
| Thai Farmers Bank FC          | bye          |                    |     |            |

1 el segundo partido fue cancelado por la violencia política en Sri Lanka. 

2 el GD Artilheiros abandonó el torneo.

## Segunda Ronda

### Asia Occidental
| Equipo 1              | Agr. | Equipo 2            | Ida | Vuelta |
| --------------------- | ---- | ------------------- | --- | ------ |
| Al-Zawraa             | 3-1  | FK Neftchi Farg'ona | 1-0 | 2-1    |
| Yelimay Semipalatinsk | 3-5  | Persépolis          | 3-0 | 0-5    |
| Al-Nejmeh             | 1-4  | Al-Nassr            | 1-0 | 0-4    |
| Al-Kazma              | 1-2  | Al-Rayyan           | 0-1 | 1-1    |

### Asia Oriental
| Equipo 1             | Agr. | Equipo 2           | Ida | Vuelta |
| -------------------- | ---- | ------------------ | --- | ------ |
| Cheonan Ilhwa Chunma | 1-0  | Shanghái Shenhua   | 0-0 | 1-0    |
| Yokohama Marinos     | 3-1  | Johor Darul Takzim | 2-0 | 1-1    |
| JCT FC               | 1-2  | New Radiant        | 1-0 | 0-2    |
| Thai Farmers Bank FC | 1-5  | Pohang Steelers    | 1-3 | 0-2    |

## Cuartos de final

### Asia Occidental
| Club       | J | G | E | P | GF | GC | GD | Pts. |
| ---------- | - | - | - | - | -- | -- | -- | ---- |
| Persépolis | 3 | 2 | 0 | 1 | 6  | 5  | +1 | 6    |
| Al-Zawraa  | 3 | 1 | 1 | 1 | 3  | 2  | +1 | 4    |
| Al-Nassr   | 3 | 1 | 1 | 1 | 4  | 4  | 0  | 4    |
| Al-Rayyan  | 3 | 1 | 0 | 2 | 3  | 5  | −2 | 3    |

| Local      | Visita     | Resultado |
| ---------- | ---------- | --------- |
| Al-Rayyan  | Al-Nassr   | 2-1       |
| Persépolis | Al-Zawraa  | 2-1       |
| Al-Nassr   | Persépolis | 3-2       |
| Al-Zawraa  | Al-Rayyan  | 2-0       |
| Al-Rayyan  | Persépolis | 1-2       |
| Al-Nassr   | Al-Zawraa  | 0-0       |

### Asia Oriental
| Club                 | J | G | E | P | GF | GC | GD  | Pts. |
| -------------------- | - | - | - | - | -- | -- | --- | ---- |
| Cheonan Ilhwa Chunma | 3 | 2 | 1 | 0 | 12 | 2  | +10 | 7    |
| Pohang Steelers      | 3 | 1 | 2 | 0 | 8  | 2  | +6  | 5    |
| Yokohama Marinos     | 3 | 1 | 1 | 1 | 14 | 5  | +9  | 4    |
| New Radiant          | 3 | 0 | 0 | 3 | 0  | 25 | −25 | 0    |

| Local                | Visita               | Resultado |
| -------------------- | -------------------- | --------- |
| Cheonan Ilhwa Chunma | New Radiant          | 9-0       |
| Pohang Steelers      | Yokohama Marinos     | 2-2       |
| New Radiant          | Pohang Steelers      | 0-6       |
| Yokohama Marinos     | Cheonan Ilhwa Chunma | 2-3       |
| Yokohama Marinos     | New Radiant          | 10-0      |
| Pohang Steelers      | Cheonan Ilhwa Chunma | 0-0       |

## Semifinales
| Local                | Resultado | Visita          |
| -------------------- | --------- | --------------- |
| Persépolis           | 1-3       | Pohang Steelers |
| Cheonan Ilhwa Chunma | 1-0       | Al-Zawraa       |

## Tercer lugar
| Local      | Resultado | Visita    |
| ---------- | --------- | --------- |
| Persépolis | 4-1       | Al-Zawraa |

## Final
| Local           | Resultado  | Visita               |
| --------------- | ---------- | -------------------- |
| Pohang Steelers | 2-1 (pró.) | Cheonan Ilhwa Chunma |

| Corea del Sur                             |
| Campeón F. C. Pohang Steelers 1.er título |